# Daniel Elbittar
Daniel Elbittar Villegas (Caracas, Venezuela; 30 de abril de 1979) es un actor, modelo y cantante venezolano, conocido por actuar en telenovelas.

## Biografía
A lo largo de su trayectoria artística ha participado en producciones de TV Azteca, Univision, Venevisión y RCTV -vistas en varios países, incluso no hispano parlantes- como: Camaleona, Así es la vida, Negra consentida, Engañada, Olvidarte jamás, La calle de los sueños y Más que amor, frenesí, entre otras.
Trabajó además en los unitarios Decisiones y Lotería de la cadena Telemundo, para luego llegar a TV Azteca a realizar un papel antagónico en la telenovela Vidas robadas.
En mayo de 2012 fue homenajeado en México, donde plasmó las huellas de sus manos en la Galería Plaza de las Estrellas de México, como reconocimiento a sus 14 años de impecable trayectoria interpretativa.
En el mismo año participó como concursante en el programa La Isla, el reality, teniendo que salir muy pronto debido a una lesión de rodilla que sufrió durante el reality y siendo el 6.º eliminado.
En 2014, tras renovar su contrato con TV Azteca, hizo su primer protagónico al lado de Melissa Barrera en la telenovela Siempre tuya Acapulco encarnando a Diego Rivas Santander, un hombre que por azares del destino tiene un accidente aéreo en donde pierde la memoria y conoce al amor de su vida y donde también interpreta el tema principal de la telenovela, "Quiero decirte", y el tema "Allí estaré", a dúo con Melissa Barrera.
En el mismo año debutó como cantante lanzando su álbum, Quiero Decirte, producido por el reconocido y ganador del Grammy José Miguel Velásquez, bajo el sello de dos poderosas empresas del entretenimiento: Sony Music México y Azteca Records, el cual contiene tres canciones compuestas por David Bisbal, el tema principal de la telenovela Siempre tuya Acapulco en versión pop y bachata, y la canción a dueto con Melissa Barrera, su compañera de dicha telenovela.
En octubre del mismo año, debutó en el teatro musical en México con la puesta en escena Mentiras: el musical, donde personificó al protagonista Emmanuel Mijares.
En julio de 2015, firmó contrato con la cadena venezolana Venevisión, para ser el protagonista de la telenovela Entre tu amor y mi amor, telenovela escrita por Carlos Pérez, donde actuó al lado de la actriz Rosmeri Marval.
En abril de 2018 lanza la canción "¿Qué es el amor?" con Espinoza Paz y Nacho (cantante) y también la versión mariachi y la versión banda. En octubre del mismo año junto a Samo y Messiah lanza "Estoy vivo". En febrero de 2019 saca la canción "Amante o amiga" con Alcover y Víctor Muñoz.
En 2022, antagoniza la telenovela de Televisa llamada "La Herencia, un legado de amor", al lado de Michelle Renaud y Matías Novoa.

## Vida personal
El 29 de agosto de 2014 contrae matrimonio civil con la actriz Sabrina Seara en el hotel Isabel La Católica, en la isla de Margarita, el 30 de agosto del mismo año se realizó la ceremonia religiosa donde hubo entre 150 y 200 invitados.
El 30 de enero de 2015 se informó que la pareja sufrió una pérdida, pues el embarazo de tres meses era de alto riesgo. Actualmente reside entre México, Estados Unidos y Venezuela. 

## Filmografía

### Televisión
| Año       | Título                               | Personaje                                          |
| --------- | ------------------------------------ | -------------------------------------------------- |
| 2025      | Amanecer                             | Sebastián Peñalosa                                 |
| 2024      | El amor no tiene receta              | Esteban Villa de Cortés                            |
| 2023      | El amor invencible                   | Gael Torrenegro                                    |
| 2022      | La herencia                          | Pedro del Monte Arango                             |
| 2021      | La desalmada                         | César Franco                                       |
| 2019-2020 | El Dragón: El regreso de un guerrero | Víctor Torres Molina                               |
| 2018      | El secreto de Selena                 | Chris Pérez                                        |
| 2017      | Sangre de mi tierra                  | Emilio Castañeda Paredes                           |
| 2017      | Guerra de ídolos                     | Julio César Solar                                  |
| 2017      | La fan                               | Leonardo Márquez "El Potro"                        |
| 2016      | Entre tu amor y mi amor              | Alejandro Monserrat Caicedo                        |
| 2014      | Siempre tuya Acapulco                | Diego Rivas Santander / Diego Canciano Santander   |
| 2012      | La mujer de Judas                    | Alirio Agüero Del Toro Bello / Alirio Morera Bello |
| 2010      | Vidas robadas                        | Javier Villafañe                                   |
| 2010      | Pecadora                             | Ricardo "Ricky" Pérez                              |
| 2008      | Tengo todo excepto a ti              | Antonio Méndez                                     |
| 2007      | Seguro y urgente                     | Esteban                                            |
| 2007      | Decisiones                           | Martín                                             |
| 2007      | Camaleona                            | Juan Pablo Alcántara                               |
| 2006      | Olvidarte jamás                      | Alejandro "Alex" Montero / Tuluz                   |
| 2004-2005 | Negra consentida                     | Raimundo Aristiguieta Marthan                      |
| 2003      | Engañada                             | Ricardo Viloria Ruiz Montero                       |
| 2001      | Más que amor, frenesí                | Alberto José "Tito" Rodríguez Pacheco              |
| 1999-2000 | La calle de los sueños               | Nicolás Franco                                     |
| 1999      | Así es la vida                       | Leonel                                             |

### Programas
| Año  | Título                            |
| ---- | --------------------------------- |
| 2023 | ¿Quién es la máscara?             |
| 2015 | Súper sábado sensacional          |
| 2015 | Baila si puedes                   |
| 2012 | La Chispa de Chef Carmen González |
| 2012 | La Isla, el reality               |

### Películas
| 2024 | Caras vemos          | Braulio Schmitz |
| 2013 | El hijo de mi marido | Protagonista    |

### Teatro
| Año  | Proyecto             | Rol              |
| ---- | -------------------- | ---------------- |
| 2014 | Mentiras: el musical | Emmanuel Mijares |

## Discografía
| (2016)       | (2016)   | (2016)                                                  | (2016) |
| Canción      | Duración | Notas                                                   |        |
| ------------ | -------- | ------------------------------------------------------- | ------ |
| Y Estoy Vivo | 3:12     | Tema principal de la telenovela Entre tu amor y mi amor |        |

| Quiero Decirte (2014)                     | Quiero Decirte (2014) | Quiero Decirte (2014)                                 | Quiero Decirte (2014) |
| Canción                                   | Duración              | Notas                                                 |                       |
| ----------------------------------------- | --------------------- | ----------------------------------------------------- | --------------------- |
| Quiero decirte (Versión pop)              | 3:34                  | Tema principal de la telenovela Siempre tuya Acapulco |                       |
| Viento                                    | 3:37                  | Canción compuesta por David Bisbal                    |                       |
| Dame                                      | 3:56                  | Canción compuesta por David Bisbal                    |                       |
| Está en peligro mi corazón                | 4:09                  |                                                       |                       |
| Allí estaré                               | 4:17                  |                                                       |                       |
| Me pintaré de tu color                    | 3:32                  |                                                       |                       |
| In my house                               | 3:45                  | Canción compuesta por David Bisbal                    |                       |
| Quiero decirte (Versión bachata)          | 3:37                  | Tema principal de la telenovela Siempre tuya Acapulco |                       |
| Allí estaré (A dueto con Melissa Barrera) | 4:17                  | Tema de amor de la telenovela Siempre tuya Acapulco   |                       |

| (2018)                              | (2018)   | (2018)                                   | (2018) |
| Canción                             | Duración | Notas                                    |        |
| ----------------------------------- | -------- | ---------------------------------------- | ------ |
| ¿Qué es el amor?                    | 3:35     | Con Espinoza Paz y Nacho (cantante)      |        |
| ¿Qué es el amor? (versión mariachi) | 3:39     | Con Espinoza Paz y Nacho (cantante)      |        |
| ¿Qué es el amor? (versión banda)    | 3:38     | Con Espinoza Paz y Nacho (cantante)      |        |
| Estoy vivo                          | 3:12     | Con Samo (cantante) y Messiah (cantante) |        |

| (2019)         | (2019)   | (2019)                                           | (2019) |
| Canción        | Duración | Notas                                            |        |
| -------------- | -------- | ------------------------------------------------ | ------ |
| Amante o amiga | 3:34     | Con Alcover (cantante) y Víctor Muñoz (cantante) |        |